# Cantó de Castanet Tolosan
El cantó de Castanet Tolosan és un cantó francès del departament de l'Alta Garona, a la regió d'Occitània. Està enquadrat al districte de Tolosa i té 19 municipis i el cap cantonal és Castanet Tolosan.

## Municipis
- Castanet Tolosan
- Sent Orenç
- Labeja
- Ausevila Tolosana
- Ausièla
- La Crotz e Falgarda
- Pujabon
- Vigolen e Ausil
- Vièlha Tolosa
- Goirans
- Puègbusca
- Aurevila
- Clarmont
- Rebiga
- Marvilar